# Ștefan Neagoe
Ștefan Neagoe (n. 18 noiembrie 1838, Micăsasa — d. 21 august 1897 Bârlad) a fost un publicist român, pedagog, autor de manuale școlare.

## Biografie
Ștefan Neagoe s-a născut în anul 1838, în Transilvania, într-o veche familie de preoți. A absolvit clasele primare în comuna natală și liceul la Blaj. A urmat cursuri de drept la Sibiu și Viena, iar la Roma a susținut teza de doctorat Romanitas populi inter fluvium Tisa, Danubium et Mare Ponticum, unde a fost prezent și Papa Pius al IX-lea.
Lucrează ca magistrat în București. La 7 ianuarie 1866 s-a deschis primul gimnaziu din Focșani, Gimnaziul „Alexandru Ioan I”, cu 50 de elevi și un singur profesor, Ștefan Neagoe. Între 1866 și 1893 a lucrat ca profesor de limba latină și de limba română la Liceul „Codreanu” din Bârlad.  
În 1870 a fost unul din fondatorii societății culturale „Unirea”. În septembrie 1870 a fondat, împreună cu Ion Popescu, revista Semănătorul din Bârlad și în februarie 1881 a înființat cotidianul Paloda.  
Ștefan Neagoe a murit la Bârlad în 1897. 

## Opere
- Gramatica limbei române pentru clasele gimnaziale, București, 1888